# SdKfz 221 Leichter Panzerspähwagen
El SdKfz 221 Leichter Panzerspähwagen (aproximadamente "Vehículo blindado ligero de reconocimiento") fue el primero de una serie de vehículos blindados artillados y todo terreno 4x4 producidos para las Panzertruppe de la Werhmacht por varias firmas alemanas desde 1935 a 1944.

## Historia, diseño y desarrollo
Este vehículo blindado ligero deriva del automóvil blindado Kfz 13 primer vehículo de reconocimiento blindado introducido (1933) en el Reichswehr después de la Primera Guerra Mundial. En 1934 una especificación del ejército solicitaba una variante todo terreno. El ejército alemán estaba aún en construcción y, en las maniobras secretas realizadas en el polígono de pruebas de Kazán en la Unión Soviética, se constató que se necesitaba un vehículo de reconocimiento más adecuado. 
Como reemplazo del Kfz.13/14, se solicitó a la firma Eisenwerk Weserhütte de Bad Oeynhausen en 1934 un diseño más acorde y avanzado. El resultado fue un vehículo que basado en el chasis del automóvil sPkw I Horch 801, contaba con tracción a las cuatro ruedas, suspensión independiente y un motor Horch V8 3.5 l. con una carrocería blindada con torreta. El blindaje BHL frontal y de los flancos tenía un espesor de 8 y 5 mm protegían la parte superior, posterior y el fondo: más tarde, a partir de 1939, el blindaje frontal se incrementó a 14,5 mm. Los visores moldeados reemplazaron a las aberturas cortadas en el blindaje. La torreta abierta iba equipada con pantallas antigranada de malla de alambre. El conductor estaba situado en la parte frontal derecha, con dos escotillas de visión protegidas. El comandante y artillero/operador de radio se instalaba en el centro. Desde arriba, el casco tenía una forma similar al diamante, delgada en los bordes, más ancho en el centro. El armamento estándar era una ametralladora MG 13 protegida por un escudo frontal, con 1.100 cartuchos; más tarde, un pequeño número fue equipado adicionalmente con fusiles antitanque Panzerbüchse 38/39 de 7,92 mm. La designación oficial era Leichter Panzerspähwagen Sd.Kfz.221 El chasis fue construido por Auto Union en Zwickau y era ensamblado por F. Schichau de Elbing y Maschinenfabrik Niedersachsen en Hannover-Linden fabricándose entre 340/390 (según fuentes) desde 1935 a 1940.
Usado por los batallones de reconocimiento (Aufklärungs-Abteilung) de las divisiones Panzer, se desenvolvió bien en países con buenas infraestructuras viales, como los de Europa occidental; unos pocos fueron usados en la invasión de Polonia, pero más ampliamente representados en la campaña occidental y en Francia; también se destacaron en los Balcanes en 1941 pero, en el Frente del Este y el norte de África, esta clase de vehículo se vio limitado por su pobre rendimiento todoterreno. Cuando las limitaciones del vehículo se destacaron durante la invasión de la Unión Soviética en 1941, fue gradualmente reemplazado en las labores de reconocimiento en estos teatros por el semioruga SdKfz 250; pero, la torreta y el armamento del Sd. Kdz. 222 a veces se retuvo, a pesar de sus deficiencias (la variante Sd. Kfz. 250/9 era un SdKfz 250 equipado con una placa superior coronada por la misma torreta utilizada para el Sd Kfz 222 y con las mismas armas).

## Variantes

### Sd.Kfz. 221
Modelo básico y primer automóvil blindado militar construido con un chasis estándar. El Sd.Kfz. 221 estaba armado con una ametralladora MG 13 (a partir de 1938 con una MG 34 ) una tripulación de dos hombres y era 4x4. Inicialmente llevaba un blindaje con un espesor de entre 8 y 5 mm, que fue aumentado a 14,5 mm en el frontal en los modelos posteriores. La producción corrió desde 1935 hasta 1940 con por lo menos 339 vehículos producidos, siendo u nombre completo Leichter Panzerspähwagen (MG)

### Sd.Kfz. 221 mit 2.8cm Panzerbüchse 41
Algunos Sd. Kfz. 221 fueron armados con el cañón antitanque Mauser sPzB41 o Schwere Panzerbüsche 2,8 cm en una torreta modificada. Esta arma usaba el dispositivo denominado adaptador de ánima cónica o adaptador Littlejohn, gracias al cual tenía la increíble velocidad inicial de salida de 1.500 m/s. y disparaba munición con núcleo de tungsteno. Un número indeterminado de vehículos fueron convertidos en el año 1942; el peso se elevó a 4,5 toneladas.

### Kleine Panzerfunkwagen Sd.Kfz. 260/261
Dos versiones de radio, desarmadas; en el 260 se instaló una radio FuG 10 de 30 W de onda media (AM) y una gran antena de marco fija, su principal cometido era las comunicaciones con los aeroplanos de la Luftwaffe, mientras que el 261 llevaba un radiotransmisor de onda larga FuG 12 de 80 W y una antena aérea de 2 m plegable; se utilizó para comunicarse con otras unidades terrestres. Ambos fueron producidos en pequeñas cantidades y fueron sustituidos por las versiones de radio Sd.Kfz.250. La tripulación se aumentó a tres por la adición de un operador de radio. La producción desde abril de 1941 a abril de 1943, totalizó 483 vehículos.

### Sd.Kfz. 222
Versión modernizada del 221 con tres tripulantes; apareció cuando las necesidades del ejército evolucionaron y se requirió un mejor diseño. En primer lugar, se reordenó la forma del casco y la estructura interna. El chasis necesitaba ser reforzado, por lo que fue reconstruido desde cero y no tenía ninguna relación con el anterior chasis comercial. La producción, asumida por Weserhütte, Schichau, MNH, Büssing-NAG y Horch, comenzó en 1936 y finalizó en 1943, siendo su nombre completo Leichter Panzerspähwagen (2 cm). Fue bastante numerosa, con no menos de 1800 vehículos (según algunas fuentes) en siete series. Iba armado con la habitual ametralladora MG 34 y la parte superior de la torreta, todavía abierta, estaba protegida por una malla anti-granada en dos piezas. Sin embargo, la principal mejora fue la instalación del  cañón automático Rheinmetall KwK 30 L/55 de 20 mm, que en 1942 fue sustituido por el KwK 30/38 L/55. Las series 1 a 5 recibieron los chasis Horch sPkw I (Schwerer geländegängiger Personenkraftwagen) 801 y un motor de 3,5 l, y las series 6-7, los chasis sPkw V y motor de 3,8 l., elevándose el peso total a 4,8 t. El tercer miembro de la tripulación era el artillero, relevando al comandante de esta misión.

### Sd.Kfz. 223
El Sd.Kfz. 223 era la versión radio del 222; por razones de estabilidad la torreta original fue reemplazada por la del 221 y atrasada y armado con una MG 34. Llevaba equipos de radio de onda media y larga y una gran antena cuadrangular replegable hacia atrás. Fueron producidos por las mismas firmas que el 222 aproximadamente 550 ejemplares entre 1935 y enero de 1944 en dos series, que se diferenciaban por su motor Horch de 3,5 o 3,8 l.
Una cantidad indeterminada de Sd.Kfz. 221/222 (algunas fuentes indican 18 221 y 12 222) también fueron vendidos a la República de China en 1938.
Los Sd.Kfz. 222 capturados por el Ejército Rojo fueron examinados por sus ingenieros, a partir de los cuales crearon el automóvil blindado BA-64.

## Galería

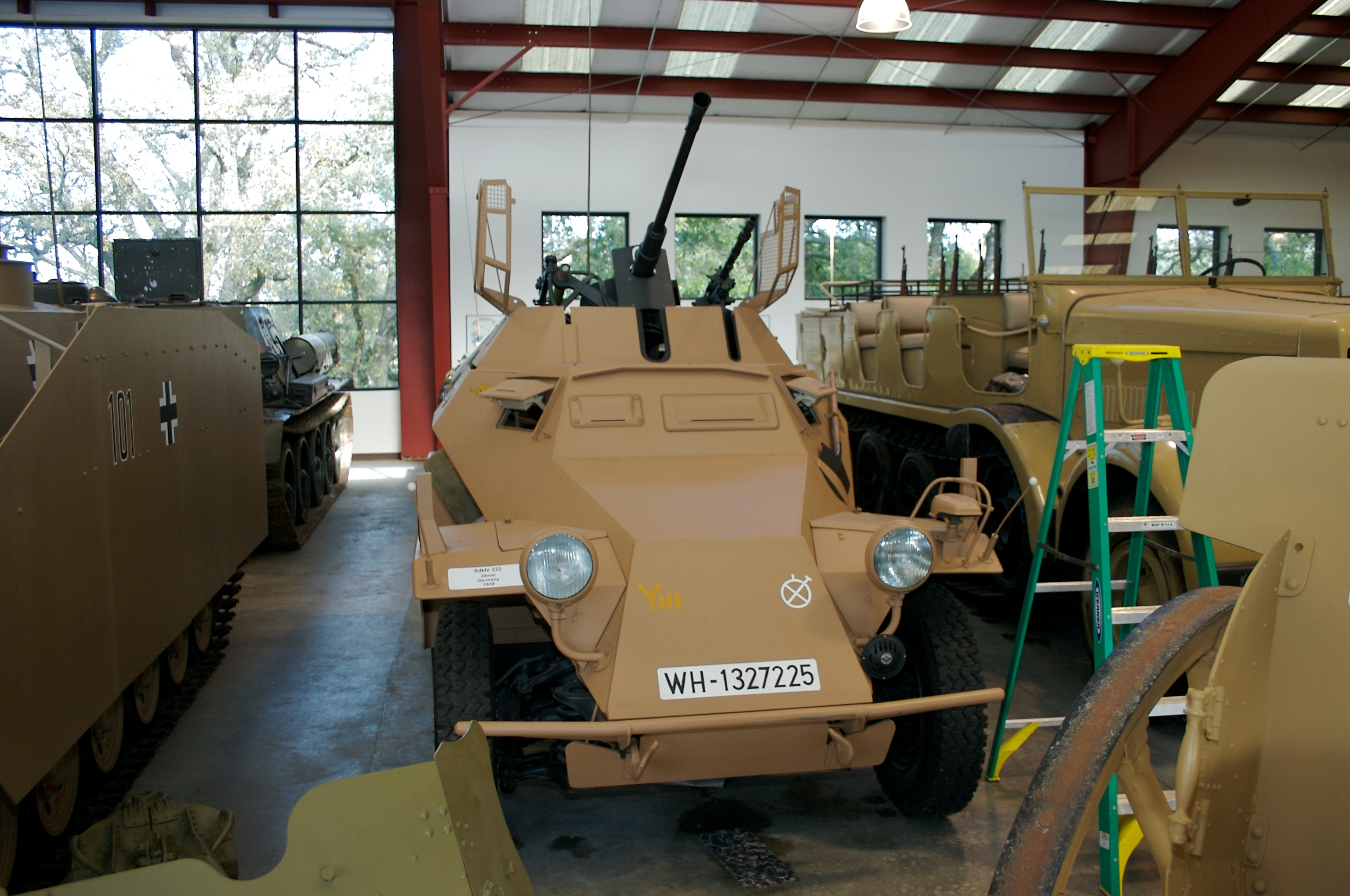
Sd.Kfz. 222 en una colección privada
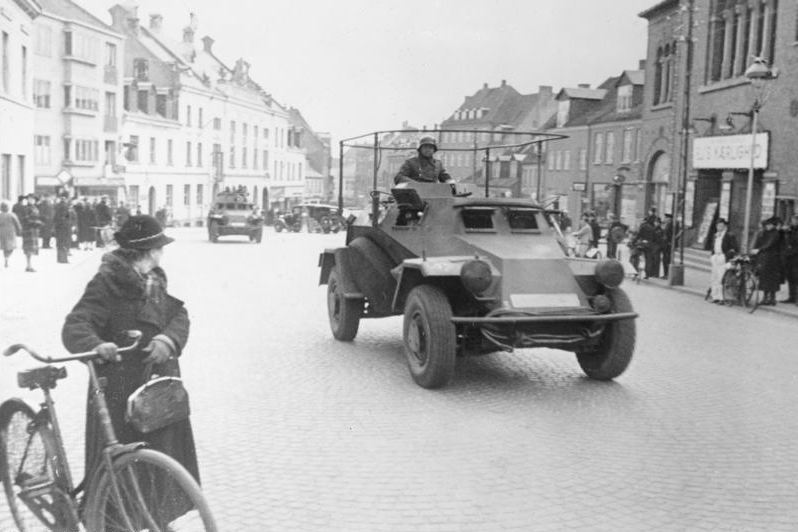
Un Sdk.Kfz. 222 en Viborg. Operación Weserübung, (abril de 1940)
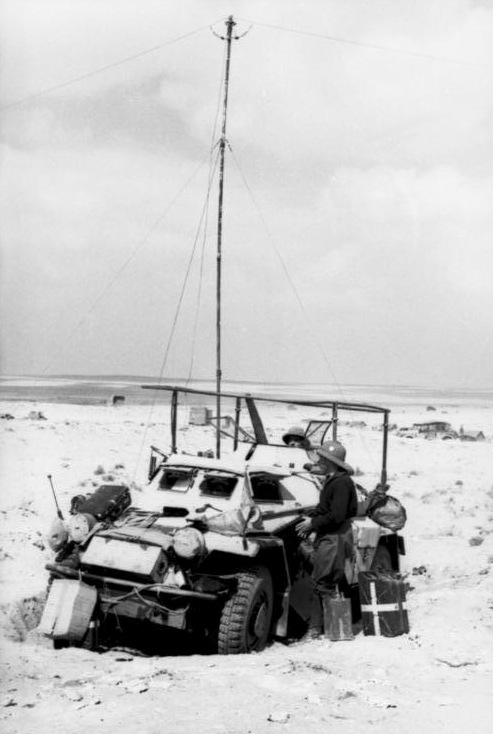
Sd. Kfz. 223, Norte de África, marzo de 1941.
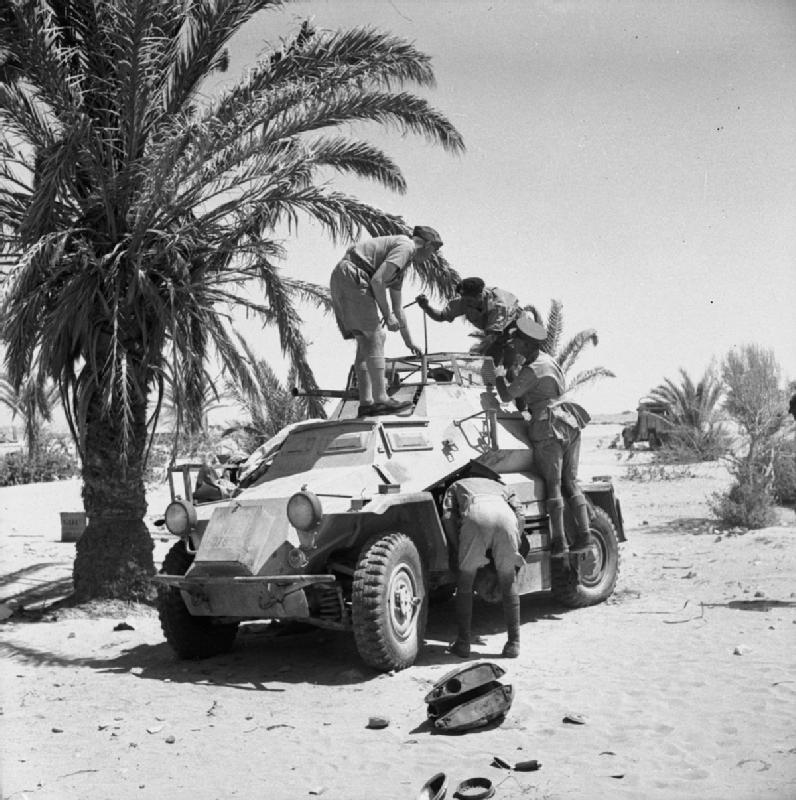
Soldados británicos inspeccionando un automóvil blindado SdKfz 222, Norte de África, junio de 1941.
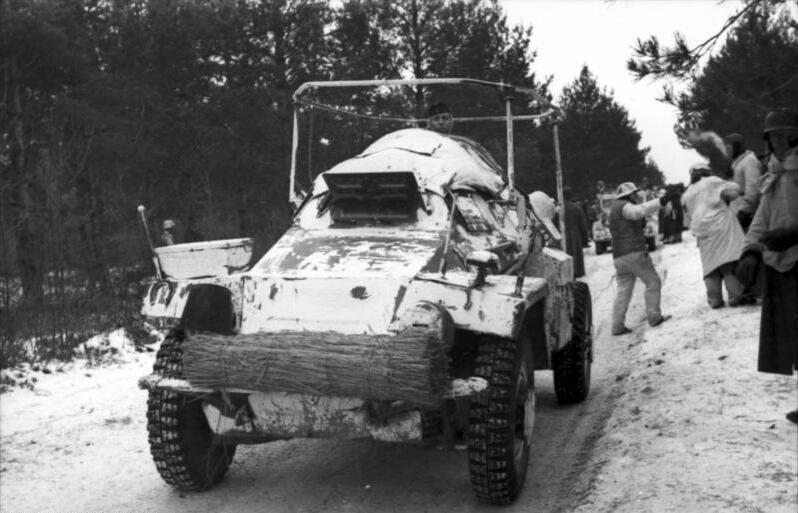
Sd. Kfz. 261, Rusia, octubre de 1941.
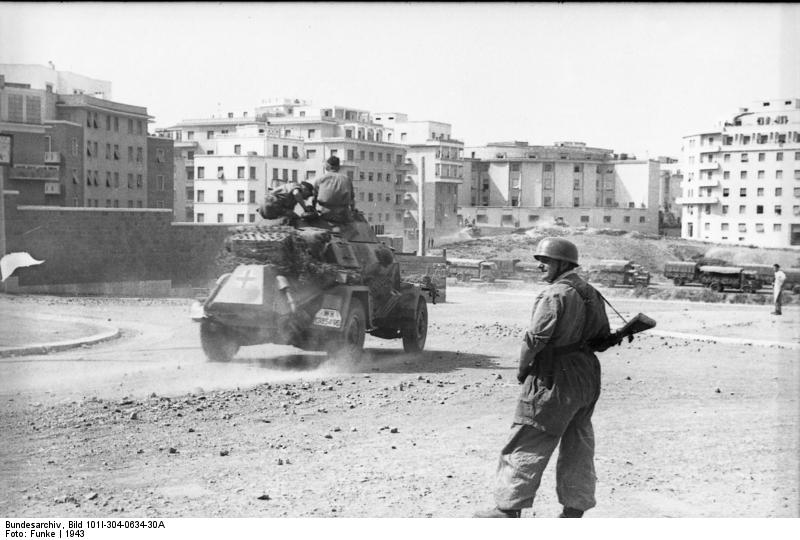
Sd.Kfz. 222; delante, paracaidista alemán, Italia 1943.
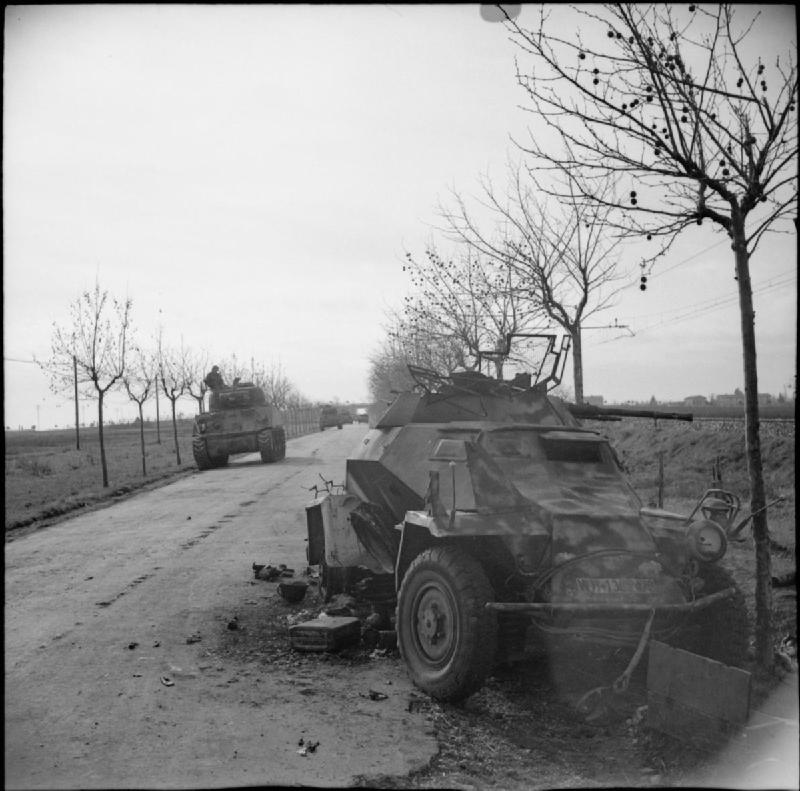
Un Sd.Kfz. 222 destruido en Italia, 1944.
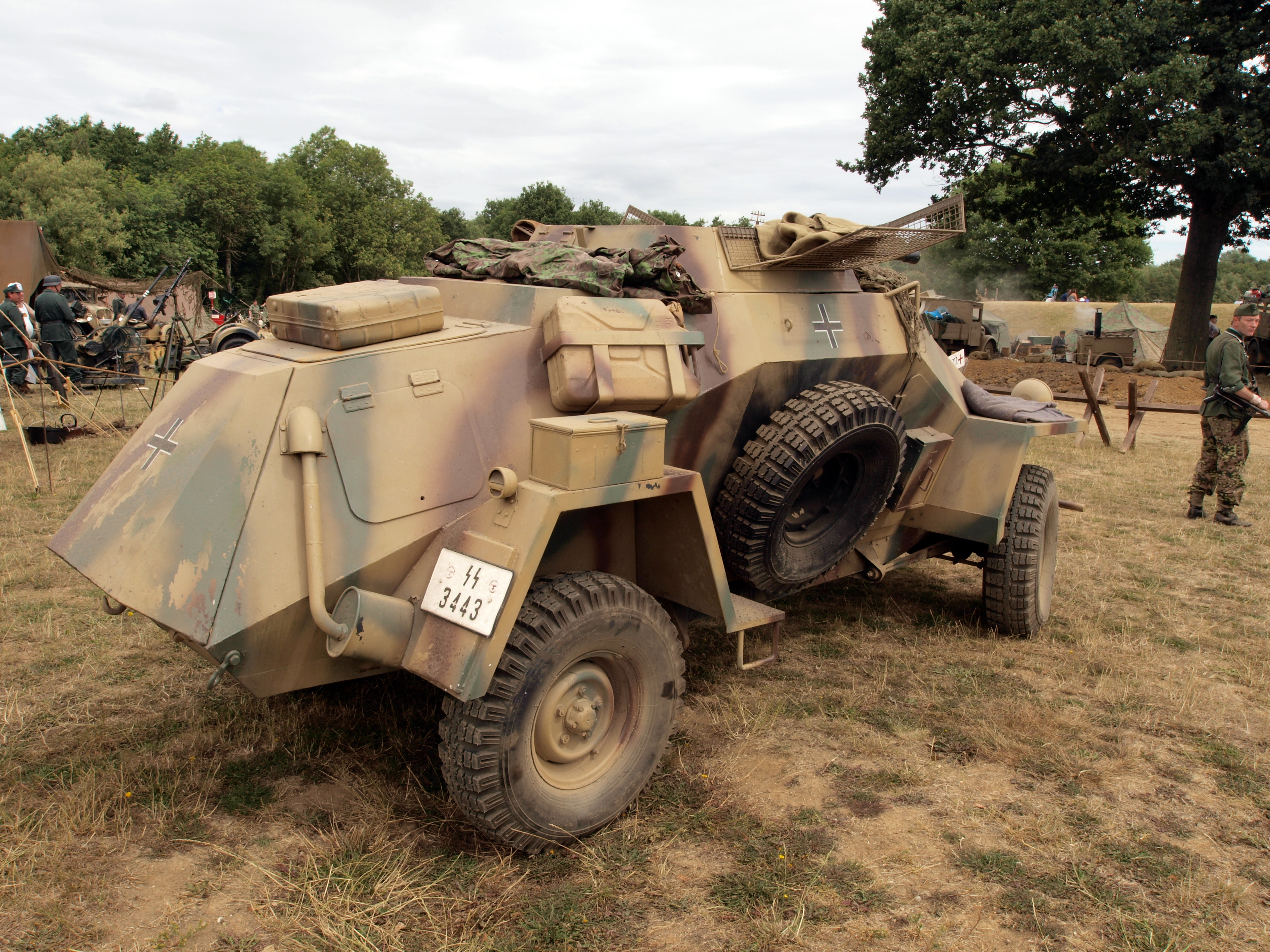
Vista posterior del Sd.Kfz 222 de un grupo de recreadores históricos.
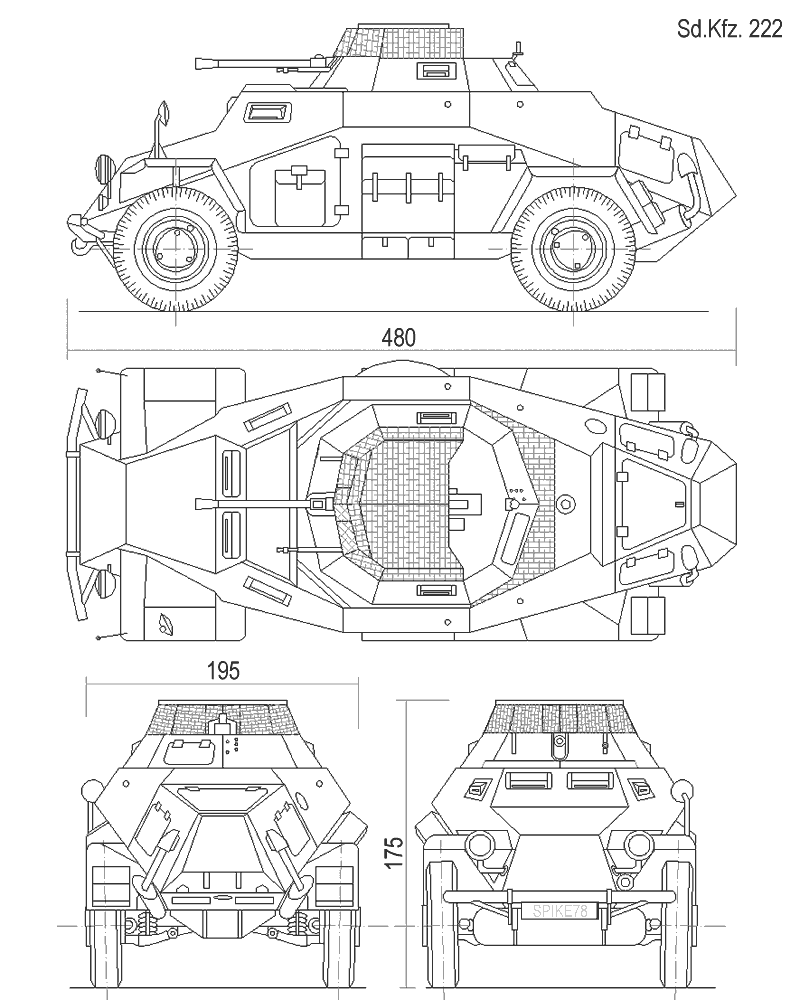
Esquema del Sd.Kfz 222.